# 별량초등학교 대룡분교
별량초등학교 대룡분교는 대한민국 전라남도 순천시 별량면에 있었던 공립 초등학교이다.

## 연혁
- 1962. 11. 30 송산국민학교 대룡분교장 설치
- 1968. 03. 01 별량북국민학교로 승격 분리
- 1988. 03. 01 송산국민학교로 편입
- 1996. 03. 01 별량초등학교로 편입
- 2001. 03. 01 별량초등학교로 통폐합